# آلما مکروری
آلما مکروری (انگلیسی: Alma Macrorie؛ ۱۹۰۴ – ۱۹۷۰) یک هنرپیشه و تدوین‌گر اهل ایالات متحده آمریکا بود.
وی تدوین‌گر فیلم‌هایی همچون ستاره حلبی و رابارب بوده است، مکروری همچنین نامزد جایزه اسکار بهترین تدوین برای فیلم پل‌ها در توکو-ری در سال ۱۹۵۵ شده است.